# ماثيوز (كارولاينا الشمالية)
ماثيوز، كارولاينا الشمالية (بالإنجليزية: Matthews, North Carolina)‏ هي مدينة من مدن ولاية كارولاينا الشمالية في الولايات المتحدة. يبلغ عدد سكانها 27198 نسمة وذلك حسب إحصائيات سنة تعداد الولايات المتحدة 2010.

## التركيبة السكانية
حدّد مكتب تعداد الولايات المتحدة بيانات التركيبة السكانية لماثيوز في تعداد الولايات المتحدة. في ما يلي، التركيبة السكانية حسب تعدادي 2000 و2010.

### تعداد عام 2000
بلغ عدد سكان ماثيوز 22,127 نسمة بحسب تعداد عام 2000، وبلغ عدد الأسر 7,837 أسرة وعدد العائلات 6,145 عائلة مقيمة في البلدة. في حين سجلت الكثافة السكانية 496.9 نسمة لكل كيلومتر مربع (1,287.0/ميل2). وبلغ عدد الوحدات السكنية 8,138 وحدة بمتوسط كثافة قدره 182.8 لكل كيلومتر مربع (473.4/ميل2).
وتوزع التركيب العرقي للبلدة بنسبة 90.25% من البيض و5.34% من الأمريكيين الأفارقة و0.33% من الأمريكيين الأصليين و2.36% من الأمريكيين ذوي الأصول الآسيوية و0.01% من سكان جزر المحيط الهادئ و0.78% من الأعراق الأخرى و0.92% من عرقين مختلطين أو أكثر و2.50% من الهسبانيون أو اللاتينيون من أي عرق.
بلغ عدد الأسر 7,837 أسرة كانت نسبة 44.8% منها لديها أطفال تحت سن الثامنة عشر تعيش معهم، وبلغت نسبة الأزواج القاطنين مع بعضهم البعض 69.1% من أصل المجموع الكلي للأسر، ونسبة 7% من الأسر كان لديها معيلات من الإناث دون وجود شريك، بينما كانت نسبة 2.3% من الأسر لديها معيلون من الذكور دون وجود شريكة وكانت نسبة 21.6% من غير العائلات. تألفت نسبة 17.7% من أصل جميع الأسر من عدة أفراد يعيشون في نفس المنزل ونسبة 6% كانت تتألف من شخص يعيش بمفرده يبلغ من العمر 65 عاماً أو أكثر. وبلغ متوسط حجم الأسرة المعيشية 2.79، أما متوسط حجم العائلات فبلغ 3.19.
بلغ العمر الوسطي للسكان 36.4 عاماً. وكانت نسبة 29.3% من القاطنين تحت سن الثامنة عشر، وكانت نسبة 6.1% بين الثامنة عشر والرابعة والعشرين عاماً، ونسبة 32.2% كانت واقعةً في الفئة العمرية ما بين الخامسة والعشرين والرابعة والأربعين عاماً، ونسبة 23.2% كانت ما بين الخامسة والأربعين والرابعة والستين، ونسبة 8% كانت ضمن فئة الخامسة والستين عاماً فما فوق. يوجد لكل 100 أنثى 95.9 ذكر، ويوجد لكل 100 أنثى في الثامنة عشر من عمرها فما فوق 92.4 ذكر.
بلغ متوسط دخل الأسرة في البلدة 67,034 دولارًا، أما متوسط دخل العائلة فبلغ 75,791 دولارًا. وكان متوسط دخل الذكور 52,143 دولارًا مقابل 32,288 دولارًا للإناث. وسجل دخل الفرد الخاص بالبلدة 27,471 دولارًا. وكانت نسبة 2.7% من العائلات ونسبة 4% من السكان تحت خط الفقر، وكان من هؤلاء نسبة 3.2% تحت سن الثامنة عشر ونسبة 7.9% في الخامسة والستين من العمر وما فوق.

### تعداد عام 2010
بلغ عدد سكان ماثيوز 27,198 نسمة بحسب تعداد عام 2010، وبلغ عدد الأسر 10,526 أسرة وعدد العائلات 7,552 عائلة مقيمة في البلدة. في حين سجلت الكثافة السكانية 610.8 نسمة لكل كيلومتر مربع (1,582.0/ميل2). وبلغ عدد الوحدات السكنية 11,021 وحدة بمتوسط كثافة قدره 247.5 لكل كيلومتر مربع (641.0/ميل2).
وتوزع التركيب العرقي للبلدة بنسبة 81.75% من البيض و9.59% من الأمريكيين الأفارقة و0.33% من الأمريكيين الأصليين و4.25% من الأمريكيين ذوي الأصول الآسيوية و0.03% من سكان جزر المحيط الهادئ و2.15% من الأعراق الأخرى و1.89% من عرقين مختلطين أو أكثر و5.81% من الهسبانيون أو اللاتينيون من أي عرق.
بلغ عدد الأسر 10,526 أسرة كانت نسبة 35.4% منها لديها أطفال تحت سن الثامنة عشر تعيش معهم، وبلغت نسبة الأزواج القاطنين مع بعضهم البعض 59.1% من أصل المجموع الكلي للأسر، ونسبة 9.5% من الأسر كان لديها معيلات من الإناث دون وجود شريك، بينما كانت نسبة 3.2% من الأسر لديها معيلون من الذكور دون وجود شريكة وكانت نسبة 28.3% من غير العائلات. تألفت نسبة 23.5% من أصل جميع الأسر من عدة أفراد يعيشون في نفس المنزل ونسبة 8.9% كانت تتألف من شخص يعيش بمفرده يبلغ من العمر 65 عاماً أو أكثر. وبلغ متوسط حجم الأسرة المعيشية 2.56، أما متوسط حجم العائلات فبلغ 3.06.
بلغ العمر الوسطي للسكان 40.3 عاماً. وكانت نسبة 24.9% من القاطنين تحت سن الثامنة عشر، وكانت نسبة 7.2% بين الثامنة عشر والرابعة والعشرين عاماً، ونسبة 25% كانت واقعةً في الفئة العمرية ما بين الخامسة والعشرين والرابعة والأربعين عاماً، ونسبة 29.7% كانت ما بين الخامسة والأربعين والرابعة والستين، ونسبة 13.3% كانت ضمن فئة الخامسة والستين عاماً فما فوق. وتوزع التركيب الجنسي للسكان بنسبة 48.1% ذكور و51.9% إناث.

## أعلام
- جيمس بي. بلاك
- ديون بايروم
- رينيه غوليت
- أرتي ليفين
- دوني سميث

## وصلات خارجية
- الموقع الإلكتروني